# Фортус, Мария Александровна
Мари́я Алекса́ндровна Фо́ртус (10 июля 1900, Большая Александровка, Херсонский уезд — 22 февраля 1980, Москва) — советская разведчица, партизанка, участница трёх войн. 

## Биография
Родилась 10 июля 1900 года в местечке Большая Александровка в еврейской семье. Её дед, херсонский мещанин Мойше-Вольф Фишелевич Фортус-Фаерман (ок. 1825—1914), во второй половине XIX века владел в Херсоне фабрикой по производству ваты (которую унаследовал один из его сыновей). Отец — Шая Вульфович Фортус-Фаерман, выпускник Юрьевского университета, был провизором — управляющим и позже владельцем единственной аптеки в Большой Александровке (в документах фамилия обыкновенно записывалась как «Фортус, он же Фаерман», в быту Александр Владимирович). Мать — Бейля-Геся Ицковна (Берта Исааковна) Фортус (в девичестве Генина, 15 июня 1870 — 1943) происходила из семьи отслужившего кантониста еврейской земледельческой колонии Львово, окончила Херсонскую Мариинскую женскую гимназию, получив права домашней учительницы («имеет право преподавать арифметику и географию, но не христианам»). В Большой Александровке родился и младший ребёнок в семье — Михаил (1901—1939), в будущем участник революционного движения, ректор Коммунистического университета трудящихся Китая (старшая дочь Аделаида родилась до переезда родителей в это местечко).
Отец перевёз семью в Херсон между 1904 и 1906 годами. В 1908 году провизор Шая Вульфович (Александр Владимирович) Фортус-Фаерман занялся банковским делом, став одним из основателей и членом правления 2-го херсонского общества взаимного кредита (вновь переизбран членом правления в 1914 году). В ноябре 1909 года он впервые организовал в Херсоне внутригородское омнибусное (автобусное) сообщение («автомобильное пассажирское движение двумя автомобилями, по 22 места каждый, по городу Херсону: между Забалкой и Военным форштадтом и между станцией железной дороги и рекой Кошевой»), но это предприятие вскоре обанкротилось. А. В. Фаерман был избран в приёмный комитет Херсонского городского общественного собрания (1913), вошёл в правление Херсонского отделения Общества по распространению научного и профессионального образования среди евреев (1914). В 1910 году он основал «Пароходство Фаермана», имевшее суда «Запорожец» и «Берта», курсировавшие между Херсоном и Евгеньевкой (с 1914 года новый колёсный пароход «София» курсировал между Херсоном и еврейской земледельческой колонией Бобровый Кут), но уже в 1915 году имущество этого пароходства было выставлено на торги, а сам А. В. Фаерман (Фортус) оставил семью и уехал в Харьков, где служил на заводе Южнорусского аптечного общества. 
В это время положение оставшейся в Херсоне и некогда зажиточной семьи стало бедственным. Мать со старшей дочерью Аделаидой окончили ускоренные курсы медсестёр и устроились работать в госпиталь. Мария была вынуждена бросить учёбу и устроилась на работу вышивальщицей рукодельного магазина. Экзамены в гимназии за 7-й и 8-й классы она сдала экстерном в 1915 году и, вступив в литературный кружок при Городской публичной библиотеке, который возглавляли социалисты-демократы, включилась в революционную деятельность. В 16 лет вступила в партию эсеров, но после Октябрьской революции перешла на сторону большевиков, выполняла поручения подпольщиков.

### Гражданская война
Принимала участие в гражданской войне. В 1918 году работает в Херсонской ГубЧК. Рискуя жизнью, спасает драгоценности от бандитов, пешком через линию фронта пронося на себе «бриллиантовый пояс» из Херсона в Киев.
В 1919 году проводила пропагандистскую работу среди французских солдат и матросов, оккупировавших юг Украины. Тогда же познакомилась со своим будущим мужем — испанцем Рамоном Касанельясом Люком (исп. Ramon Casanellas Lluch), входившим в состав отряда интервентов. В том же году родила сына, названного в честь отца Рамоном.
Оставив ребёнка у матери, продолжила свою работу. Во время гражданской войны с разведывательными заданиями внедрялась в отряды Махно и Булак-Балаховича. Была разоблачена. Дважды расстреливалась, но чудом осталась в живых.
После окончания в России гражданской войны, в 1920-х годах — училась, затем работала в Коммунистическом университете трудящихся Востока. На учёбе в Москве вновь встретила Рамона Касанельяса Люка, и они поженились.
В 1929 году Мария Фортус и Рамон отправились на нелегальную работу в Испанию. Её муж стал секретарём каталонской компартии; в 1933 году он погиб.
После 5 лет нелегальной работы в 1934 году разведчица вернулась в Москву.

### Война в Испании
С 1936 года М. А. Фортус снова направлена в Испанию. Участница гражданской войны в Испании (1936—1939), известная среди республиканцев под именем Мария Хулия. Была переводчицей советского военного советника при Генштабе республиканской армии генерала Петровича (К. А. Мерецков). Поддерживала связь с членами ЦК Компартии Испании: Хосе Диасом, Долорес Ибаррури, Антонио Михе, Висенте Урибе.
С декабря 1937 года — офицер связи при генерале Г. М. Штерне, бывшем в то время старшим военным советником при Республиканском правительстве. Принимала непосредственное участие в боях. Ею была спланирована и осуществлена операция по наводке республиканских бомбардировщиков на аэродром мятежников около города Леон, при этом было уничтожено 40 самолётов противника.
Единственный сын Рамон — лётчик-республиканец, направленный Коминтерном в Испанию, в 1936 году погиб в воздушном бою под Сарагосой.
После возвращения в Москву училась в Военной академии им. М. В. Фрунзе, которую с отличием закончила в 1941 году. М. А. Фортус было присвоено звание капитана. В военной академии училась заочно, работая преподавателем-инструктором разведшколы. По данным ГРУ Генштаба, в 1937—1945 годах эта разведшкола готовила диверсантов для выполнения особо ответственных задач за границей.

### Великая Отечественная война
Участница Великой Отечественной войны. Была начальником штаба женского 46-й гвардейского ночного бомбардировочного авиационного полка (тогда 588-го полка), сформированного Мариной Расковой.
Затем воевала в разведывательно-диверсионном партизанском отряде «Победители» полковника Д. Н. Медведева на Ровенщине. Была заместителем командира отряда по войсковой разведке и контрразведке, участвовала в боевых операциях вместе со знаменитым разведчиком Николаем Кузнецовым, планировала его диверсионные акты.
В бою с оккупантами была ранена. На самолёте её вывезли в Москву. После выздоровления М. А. Фортус была направлена в разведотдел штаба 3-го Украинского фронта, которым командовал Р. Я. Малиновский. В её функции входила организация и проведение разведывательной работы в ближнем тылу противника.
Непосредственно участвовала в проведении разведывательных операций, забрасывалась во вражеский тыл на территорию Румынии и Венгрии, лично готовила операцию «Альба Регия» в венгерском городе Секешфехерваре.

### Послевоенное время
После окончания войны проходила службу в составе Центральной группы войск в Вене. Там она сумела отыскать подземный завод, где производились ракеты Фау-2, затем служила в Московском военном округе.
Вышла замуж за своего коллегу, военного разведчика Геннадия Зайцева, приняла фамилию мужа. Через два года супругов отозвали в Москву, и они стали сотрудниками центрального аппарата ГРУ. Ей присвоили звание подполковника. По состоянию здоровья в июле 1955 года вышла в отставку.
Защитила кандидатскую диссертацию. Работала в Институте конкретных социальных исследований АН СССР. Участник многих международных симпозиумов по проблемам социологии и философии.
К юбилею Победы Марии Фортус-Зайцевой было присвоено очередное воинское звание полковника.
Почётный гражданин чехословацкого города Литомержице и венгерского Секешфехервара.
Автор ряда литературных произведений, в том числе «Операция Альба Регия», «Раскрытая тайна», «В борющейся Испании», «Поединок с гестапо» и других.
Скончалась в Москве 22 февраля 1980 года, похоронена рядом с матерью Бертой Исааковной Фортус (1870—1943) на Ваганьковском кладбище.

## Награды
- Орден Ленина (02.11.1937)[15]
- Орден Ленина (28.10.1967)[15]
- Орден Красного Знамени (03.01.1937)[15]
- Орден Красного Знамени (30.12.1956)[15]
- Орден Красной Звезды (20.06.1949)[15]
- Орден Красной звезды (Венгрия) (март 1962)

медали в том числе:
- «За боевые заслуги» (06.05.1946)[15]
- «За оборону Москвы» (01.05.1944)[15]
- «За взятие Будапешта» (09.06.1945)[15]
- «За взятие Вены» (09.06.1945)[15]
- «За освобождение Белграда» (09.06.1945)[15]
- «За победу над Германией в Великой Отечественной войне 1941—1945 гг.» (09.05.1945)[15]

## Память
- В честь Марии Александровны Фортус в украинском городе Херсоне в советское время были названы улица (бывшая Островская[16]; в 2023 году переименована в улицу Морской пехоты) и переулок (в 2023 году переименован в Песчаный)[17].
- Фильм «Салют, Мария!» основан на фактах реальной биографии Марии Фортус[18].

## Кинематограф
- На II Московском кинофестивале в 1961 году венгерский режиссёр Михай Семеш представил кинофильм «Альба Регия» (Alba regia), рассказывающий о проведении операции, в которой участвовала М. А. Фортус. Роль советской разведчицы сыграла Татьяна Самойлова. Фильм удостоен Серебряной премии.
- Мария Фортус является также прототипом героини советского кинофильма «Салют, Мария!» (режиссёр Иосиф Хейфиц, 1970).